# Beautiful Stranger
Beautiful Stranger – piosenka napisana przez Madonnę i Williama Ørbita do filmu Austin Powers: Szpieg, który nie umiera nigdy. Została wydana na singlu w lecie 1999 roku. Mimo bardzo mocnego wsparcia utworu przez amerykańskie stacje radiowe, wytwórnia nie zdecydowała się na wydanie utworu na komercyjnym singlu w Stanach Zjednoczonych. W 2000 roku piosenka zdobyła nagrodę Grammy w kategorii Najlepsza Piosenka Filmowa. Madonna wykonywała ją także podczas trasy Drowned World Tour w 2001 roku. Singel sprzedał się w nakładzie 2,5 mln egzemplarzy na świecie. Znalazł się także na wydanej w 2002 roku składance GHV2.
W Wielkiej Brytanii piosenka była najczęściej emitowana przez stacje radiowe w 1999 roku.
W teledysku aktor Mike Myers jako Austin Powers będąc na dyskotece, szuka pewnej kobiety szpiega, którą okazuje się być Madonna. Austin Powers zakochuje się w niej.

## Listy sprzedaży
| Kraj              | Najwyższa pozycja | Sprzedaż        |
| ----------------- | ----------------- | --------------- |
| Australia         | 5 (2 tygodnie)    | 35 000          |
| Austria           | 14                | -               |
| Brazylia          | 1 (3 tygodnie)    | -               |
| Europa            | 2                 | -               |
| Finlandia         | 1 (2 tygodnie)    | -               |
| Francja           | 17                | 150 000         |
| Hiszpania         | 4                 | -               |
| Irlandia          | 3                 | -               |
| Japonia           | 1                 | -               |
| Kanada            | 4                 | 4 000           |
| Niemcy            | 13                | 130 000         |
| Stany Zjednoczone | 19                | 62 000 (import) |
| Szwajcaria        | 6                 | -               |
| Szwecja           | 15                | -               |
| Wielka Brytania   | 2                 | 492 000         |
| Włochy            | 1                 | 50 000          |